# Jun Senoue
Jun Senoue (jap. 瀬上純 Senoue Jun; ur. 2 sierpnia 1970 w Matsushima, w prefekturze Miyagi, w Japonii) – gitarzysta (gra w zespole Crush 40), kompozytor ścieżek dźwiękowych do gier komputerowych. Najbardziej znany z serii gier pt. Sonic the Hedgehog. Aktualnie mieszka w San Francisco w Stanach Zjednoczonych.